# 九龍巴士99線
九龍巴士99線是香港一條來往西貢及馬鞍山（恆安）的巴士路線，途經耀安邨、馬鞍山市中心及十四鄉一帶。

## 路線歷史及特點
本路線與94線由1978年4月3日開辦當日直至2004年12月17日期間，採取兩線車輛互調運作。在這種運作模式下，當行走本線的巴士由泥涌返回西貢時，車長會把巴士駛入94線的停車坑，然後改走94並於每小時00分開出，而94線的車輛於黃石碼頭每小時開35分班次返回西貢時會改走本線，而本線則會在每小時15分開出，不過在假日本線會停開13:15由西貢開出的班次。若然遇交通情況嚴重影響本線原有正常班次開出，西貢巴士總站站長會視乎情況於92線或299線抽調車輛行走本線以維持原有班次，在本線未改為全空調行走時，曾經出現空調巴士行駛，不過收取普通巴士車費。
用車方面，初期採用亞比安單層巴士行走，亞比安即將退役時改派1980年代初出廠的丹尼士喝采巴士行走，為其中穩定的車款，行走兩線超過10年，不過自1994年起，九巴已把旗下的巴士改用膠牌路線版，而在車頭的顯示是放在巴士上層，由於本路線部份班次是與94對調運作，所以部份車長把號碼膠牌版放在下層駕駛室的擋風玻璃，免得走上走落（車頭及車尾的顯示則只顯示「白板」），加上丹尼士喝采巴士年事已高即將退役，有見及此，九巴把3輛配上ECW車身的1981年利蘭奧林比安10.3米其中2輛（BL1/CP3323及BL2/CP3830）行走兩線，仍使用布牌方便車長轉換路線號。由於BL1、BL2為利蘭奧林比安樣版車，行走該兩線前只是後備車隊，因此吸引不少巴士迷乘搭這兩線。
不過BL1、BL2行走該兩線時的車齡已達15年，同樣是即將退役的車款，最終於1999年9月30日正式退役，因此改派其他兩軸普通巴士行走(這些車款皆為1980年代出廠的)，但這些巴士年事已高，又是即將退役，在這數年間不斷更換車款行走，幾乎所有十米以下的兩軸巴士型號，都曾經在該兩線服役。
巴士服務空調化是大勢所趨，因此由2003年5月17日起改派2輛低地台富豪超級奧林比安10.6米空調巴士（ASV44/KA9676及ASV51/KX2135）行走，配備電子路線牌方便車長轉換路線號，繼丹尼士喝采後終於有穩定的車款行走。
2004年12月18日起，由於本線延長至烏溪沙站，並調高全程收費及加密班次，本線與94線的互調運作模式終告取消，兩線均改為獨立派車，本線派車為ASV51/KX2135及ASV98/LT6216（後者由沙田廠派出）。本路線亦正式成為跨區路線（因烏溪沙站位於沙田區，不過本路線未延長前的泥涌總站，位於西貢北，按區議會分界屬大埔區，但一般市民不會將西貢北視為大埔區）。
2005年6月27日起，本線改為以1輛單層空調巴士（AA20/FP1891）及1輛雙層空調巴士（ASV98/LT6216）行走。
2009年12月11日起，本線的單層空調巴士（AA20／FP1891）被調往元朗廠行走77K（已於2010年5月14日退役），改派（AA23／GD3852）服役。該車已經於2012年12月3日除牌，後來以同款巴士的低地台版本AA53／HA9706取代。
由於本線與當時行走西貢、馬鞍山及沙田區之299號線過份重疊，加上馬鞍山繞道落成，九巴於2013年在《2013-2014年度西貢區巴士路線發展計劃》中提出，在2013年第三季將現時烏溪沙鐵路站之總站延長至恆安邨，延長服務時間，並提高收費至$6.5，以及設有雙向分段收費。改動最終於2014年1月11日起實施，原有由西貢及大環往烏溪沙站之收費維持不變，但改以八達通雙向分段收費形式提供。
本線在西貢總站開出福民路的時候如果道路擠塞，則不會駛經「沙角尾」站而直接經大網仔路前往「大環」站。
2014年11月8日：新增與299X線的八達通轉乘優惠。
2015年6月27日：增設到站時間預報。
2015年7月6日：提早西貢首班車開出時間至06:05，並調整班次。路線新增一部單層用車。
2015年12月7日：削減單層用車，並全線低地台化。
2019年8月5日：星期一至五（公眾假期除外）由恆安開出之頭班車提早至06:00開出。

## 服務時間及班次
| 西貢開               | 西貢開      | 西貢開       | 馬鞍山（恆安）開     | 馬鞍山（恆安）開 | 馬鞍山（恆安）開 |
| 日期                 | 服務時間    | 班次（分鐘） | 日期                 | 服務時間         | 班次（分鐘）     |
| -------------------- | ----------- | ------------ | -------------------- | ---------------- | ---------------- |
| 星期一至五           | 06:05-06:45 | 20           | 星期一至五           | 06:00-06:50      | 25               |
| 星期一至五           | 07:00       | 07:00        | 星期一至五           | 06:50-07:50      | 20               |
| 星期一至五           | 07:15-07:55 | 20           | 星期一至五           | 08:05            | 08:05            |
| 星期一至五           | 08:20       | 08:20        | 星期一至五           | 08:25-10:05      | 20               |
| 星期一至五           | 08:45-17:25 | 20           | 星期一至五           | 10:20            | 10:20            |
| 星期一至五           | 17:25-20:20 | 25           | 星期一至五           | 10:35-16:35      | 20               |
| 星期一至五           | 20:20-23:50 | 30           | 星期一至五           | 16:35-19:50      | 25               |
|                      |             |              | 星期一至五           | 19:50-23:50      | 30               |
| 星期六、日及公眾假期 | 06:05-07:45 | 25           | 星期六、日及公眾假期 | 06:10-07:50      | 25               |
| 星期六、日及公眾假期 | 07:45-14:05 | 20           | 星期六、日及公眾假期 | 07:50-10:50      | 20               |
| 星期六、日及公眾假期 | 14:05-20:05 | 15           | 星期六、日及公眾假期 | 10:50-14:50      | 15               |
| 星期六、日及公眾假期 | 20:25       | 20:25        | 星期六、日及公眾假期 | 14:50-17:50      | 20               |
| 星期六、日及公眾假期 | 20:50-23:50 | 30           | 星期六、日及公眾假期 | 17:50-20:20      | 25               |
|                      |             |              | 星期六、日及公眾假期 | 20:20-23:50      | 30               |

## 收費
全程：$7.8
西貢開
| 落車站＼上車站 | 烏溪沙站 或之前 | 恆安 或之前 |
| -------------- | --------------- | ----------- |
| 西貢起         | $6.5^           | $7.8        |
| 大環起         | $4.9^           | $7.8        |
| 烏溪沙站起     | 不適用          | $7.4        |

- 有 ^ 之收費祇適用於以八達通卡繳付，並須於落車前再次確認同一張八達通卡方可享有此優惠。

恆安開
- 烏溪沙站往西貢：$6.5
- 泥往西貢：$5.7
- 大環往西貢：$4.9

| - 本線設有12歲以下小童及65歲或以上長者半價優惠。 - 65歲或以上香港居民使用「樂悠咭」，以及12歲以下合資格殘疾兒童使用「殘疾人士身份」個人八達通繳付車資，均可享有每程$2.0或半價（以較低者為準）的票價優惠；12至64歲合資格殘疾人士使用「殘疾人士身份」個人八達通（包括「樂悠咭」），以及60至64歲香港居民使用「樂悠咭」繳付車資，均可享有每程$2.0或全費（以較低者為準）的票價優惠。 - 65歲或以上長者如使用長者或一般個人八達通繳付車資，則只可享有半價優惠；12至64歲合資格殘疾人士如不使用「殘疾人士身份」個人八達通，以及60至64歲人士如不使用「樂悠咭」繳付車資，必須繳付全費。 - 乘客可以現金或八達通於上車時付款，不設找續。 - 每位成人乘客可免費攜帶最多兩名4歲以下而不佔座位的兒童乘客乘車，超額之4歲以下小童必須繳付小童車費乘車。 - 持有「九巴月票」之乘客在車票有效期內，每日可享最多10程任何九龍巴士及龍運巴士路線（包括本路線，以及聯營路線的九龍巴士／龍運巴士提供的班次；惟乘搭機場「A」及「NA」線則可享原價二七折優惠（不會計算每天10次合資格車程））；而B1線則每日可享最多各2程（不會計算每天10次合資格車程）。 - 九龍巴士、城巴、龍運巴士及陽光巴士全職員工及家屬（不包括外判職員）可免費乘搭本路線，惟必須拍職員或職員家屬八達通。 - 乘客亦可透過多元化電子支付系統（e度嘟）繳付車資，包括使用非接觸式VISA卡、JCB卡、萬事達卡、銀聯卡、美國運通、大來國際、Discover Card、Apple Pay、Google Pay、Samsung Pay、AlipayHK「易乘碼」、支付寶、WeChatHK／微信支付「搭車碼」、銀聯雲閃付「乘車碼」及BOC Pay「乘車碼」。乘客使用此付款方式，使用此支付方式的乘客可享有中途下車之分段收費，以及與其他九巴／龍運獨營路線或聯營線九巴／龍運班次之轉乘優惠，惟不適用於與非九巴／龍運路線之轉乘優惠，亦不能享有「公共交通費用補貼計劃」及「長者及合資格殘疾人士公共交通票價優惠計劃」。 |

### 八達通轉乘優惠
乘客登上本線後150分鐘內以同一張八達通卡轉乘以下路線，或從以下路線登車後150分鐘內以同一張八達通卡轉乘本線，次程可獲車資折扣優惠：
- 99往恆安 → 299X往沙田市中心，回贈首程車資
- 299X往西貢 → 99往西貢，次程車資全免

## 使用車輛
受制於西沙路及西貢半島的路況，只許轉向較佳的車輛行走，因此基本上只派出中軸驅動的12米雙層巴士行走。
早年西貢半島的用車限制相當嚴格，只有11米或以下巴士才可行走此等路線。自299X線於2017年初轉用12米車輛行走後，由於兩線之間互相編配車輛，因此本線也試行由長車行駛，不過要待2018年10月才正式開始獲派12米車輛。隨着11米以下巴士陸續退役，而本線在營運上亦不適合使用兩軸雙層巴士或單層巴士，因此於2019年7月全線轉用中軸驅動的12米車輛行走。
現時本線使用4輛亞歷山大丹尼士Enviro 500 MMC 12米（ATENU）雙層低地台巴士。
| 車隊編號 | 車牌   |
| -------- | ------ |
| ATENU206 | SK6080 |
| ATENU237 | SL6660 |
| ATENU330 | TA6872 |
| ATENU350 | TB1192 |

## 行車路線

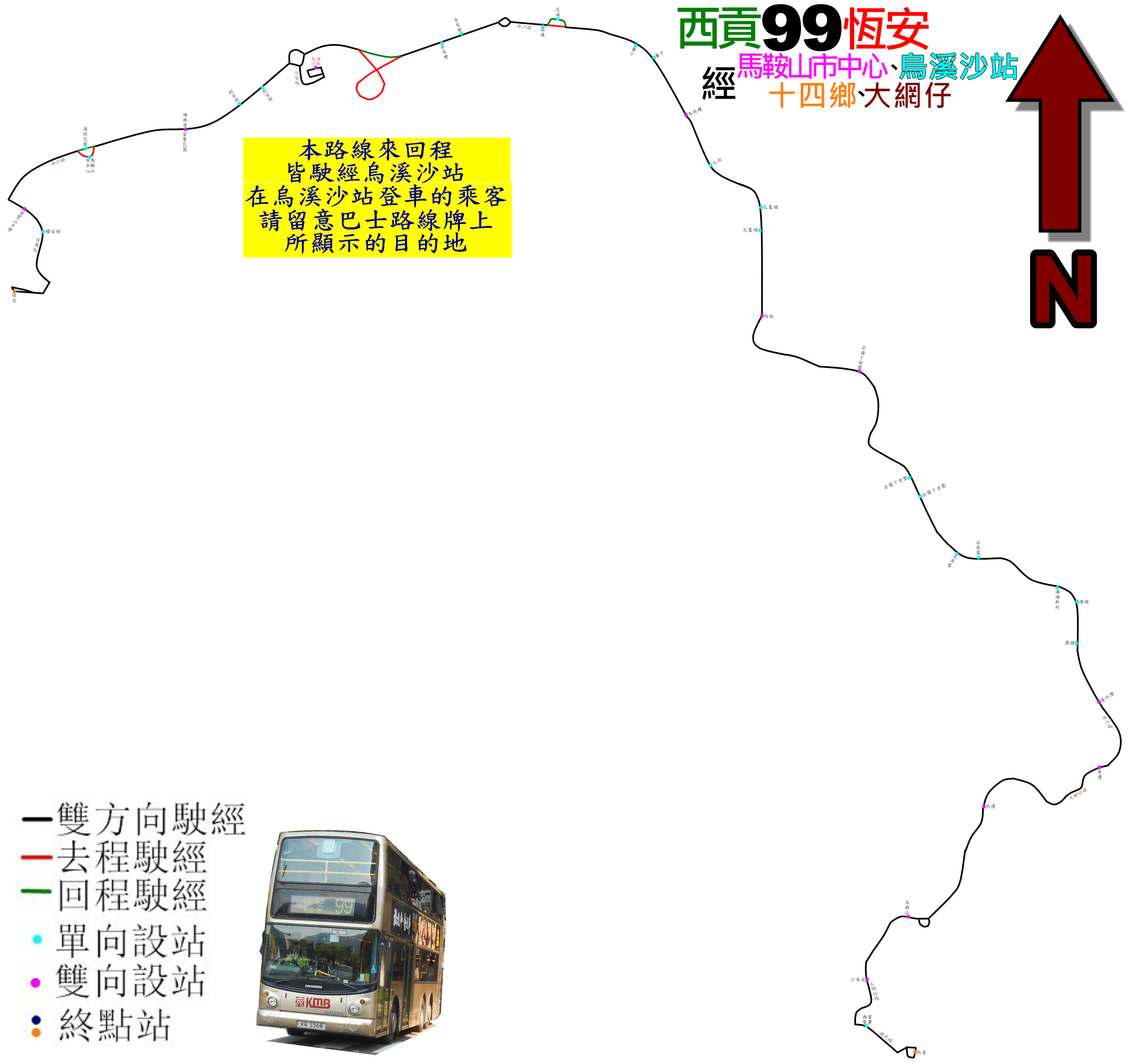
九巴99線的走線圖

西貢開經：惠民路、福民路、普通道、大網仔路、西沙路、馬鞍山繞道、支路、西沙路、沙安街、烏溪沙站公共運輸交匯處、沙安街、西沙路、恆康街及恆錦街。
馬鞍山（恆安）開經：恆錦街、恆康街、西沙路、沙安街、烏溪沙站公共運輸交匯處、沙安街、西沙路、大網仔路、普通道及福民路。

具體停站請參考資訊框。

## 使用情況
本線客源主要為西貢來往馬鞍山不同的學校，屋邨和接駁屯馬綫的乘客。由於本路線的班次對比807小巴系列更穩定，沿途也途經很多小學和中學，故此有一定的客量。另外，有一些乘客為了確保能夠上到其他在馬鞍山開出往市區的路線（40X、85X、(2)86C、87D、89D、680、681、682）或接駁屯馬綫而會選擇本線。因此本線在客量在上班，上課和下課的時間非常高。

## 外部連結
- 九巴 99 線 （页面存档备份，存于）
- 九巴99線詳細時間表 （页面存档备份，存于）
- 九巴99線－i-busnet.com （页面存档备份，存于）
- 九巴99線－681巴士總站 （页面存档备份，存于）